# Išpanzašepa
Išpanzašepa ist die hethitische Göttin der Nacht.
Der Name Išpanzašepa bedeutet „Genius der Nacht“ (von hethitisch išpant- = Nacht und šepa- = Genius). Wie der Name bereits aussagt, ist Išpanzašepa die vergöttlichte Personifikation der Nacht. Unter dem Namen Išpant gehört diese Gottheit mit zu jenen Gottheiten, die vom Sänger von Kaneš/Neša in nešischer = hethitischer Sprache verehrt wurden. Beim KI.LAM-Fest wurde Išpanzašepa gemeinsam mit dem Herd beopfert.